# 서울 중구의 행정 구역
서울 중구의 행정 구역은 15개의 행정동으로 나눠서 관리되며, 면적은 9.96 km2이다. 서울 중구의 인구는 2018년 2분기를 기준으로 61,091 세대, 135,427명이다.

## 행정 구역

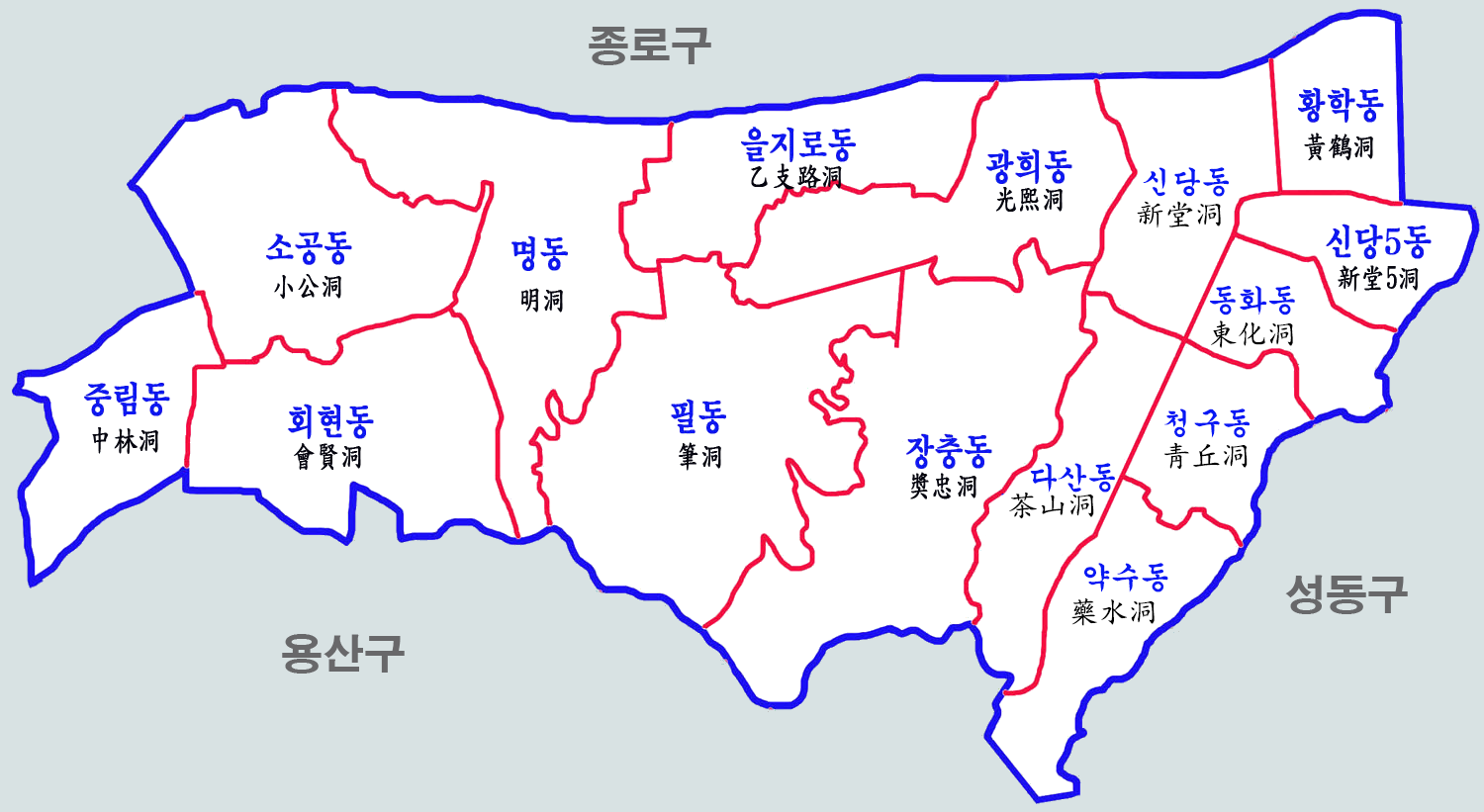
서울 중구의 행정동

| 행정동    | 한자      | 면적 (km2) | 세대   | 인구    |
| --------- | --------- | ---------- | ------ | ------- |
| 소공동    | 小公洞    | 0.95       | 1,069  | 2,820   |
| 회현동    | 會賢洞    | 0.84       | 3,271  | 5,927   |
| 명동      | 明洞      | 0.99       | 1,419  | 3,398   |
| 필동      | 筆洞      | 1.36       | 2,259  | 4,999   |
| 장충동    | 奬忠洞    | 1.14       | 2,670  | 5,664   |
| 광희동    | 光熙洞    | 0.74       | 2,906  | 6,021   |
| 을지로동  | 乙支路洞  | 0.60       | 1,182  | 1,809   |
| 신당동    | 新堂洞    | 0.55       | 4,418  | 9,540   |
| 다산동    | 茶山洞    | 0.51       | 6,885  | 15,252  |
| 약수동    | 藥水洞    | 0.47       | 7,814  | 18,134  |
| 청구동    | 靑丘洞    | 0.34       | 6,462  | 14,938  |
| 신당제5동 | 新堂第5洞 | 0.39       | 4,438  | 9,683   |
| 동화동    | 東化洞    | 0.26       | 4,199  | 11,257  |
| 황학동    | 黃鶴洞    | 0.33       | 6,413  | 13,292  |
| 중림동    | 中林洞    | 0.48       | 5,686  | 12,693  |
| 중구      | 中區      | 9.96       | 61,091 | 135,427 |

## 개요

서울 중구의 법정동

| 행정동    | 법정동                   | 설명 |
| --------- | ------------------------ | --- |
| 소공동    | 소공동(小公洞)           | 조선 태종의 둘째딸인 경정공주(慶貞公主)의 궁이 있었으므로 속칭 작은공주골이라 하던 곳을 한자로 소공주동이라 하였고 이를 줄여서 소공동이라 부르게 되었다. 장곡천정(長谷川町)은 1943년 6월 10일 설치된 중구의 관할로 편성되었다. 1946년 10월 1일 소공동으로 명칭이 변경되었다.                                                                    |
| 소공동    | 북창동(北倉洞)           | 조선시대 관아인 선혜청의 북쪽창고가 있는데서 붙여졌다. 북미창정(北米倉町)은 1943년 6월 10일 설치된 중구의 관할로 편성되었다. 1946년 10월 1일 북창동으로 명칭이 변경되었다. 1979년 롯데백화점 본점이 소공동에서 문을 열었다. |
| 소공동    | 충정로1가(忠正路1街)     | 조선시대에는 한성부 서부 반송방 지역이었다. 1914년 죽첨정이라고 하였고, 1946년 충정로로 바뀌었다. 1975년 10월 1일 충정로1가는 중구 관할이 되었다. 충정로2, 3가는 여전히 서대문구 관할이다. |
| 소공동    | 서소문동(西小門洞)       | 서울성곽 8문의 하나인 서소문에서 유래되었다. 1936년 행정구역 개편 때 서소문정(~町)이라 불렀다. 1943년 6월 신설된 서대문구에 속하였고, 1946년 10월 1일 서소문동으로 이름이 바뀌었다.1975년 10월 1일 중구 관할이 되었다. |
| 소공동    | 정동(貞洞)               | 조선 태조의 계비인 신덕왕후의 정능이 현재 정동 4번지에 있었는 바, "貞"자를 따서 붙여진 이름이다. 1936년 행정구역 개편 때 정동을 정동정(貞洞町)이라 고쳐 불렀다. 1943년 6월 신설된 서대문구에 속하였고, 1946년 10월 1일 정동으로 이름이 바뀌었다. 1975년 10월 1일 중구 관할이 되었다. 3번지에는 성공회의 성당인 성공회 서울주교좌대성당이 있다.  |
| 소공동    | 태평로2가(太平路2街)     | 한성부 서부 여경방(餘慶坊), 황화방(皇華坊), 양생방(養生坊) 및 남부 회현방(會賢坊) 지역으로 1914년에 통폐합되었다. 대한상공회의소 부근의 중국 사신을 접대하던 태평관의 이름을 따서 경성부 태평통1정목, 태평통2정목으로 지었다. |
| 소공동    | 의주로1가(義州路1街)     | 한성부 서부 반석방(盤石坊) 및 반송방(盤松坊) 지역으로 1914년 의주통1정목과 의주통2정목으로 나뉘어 통폐합되었다. 의주통1정목은 1943년 6월 신설된 서대문구에 속하였고, 1946년 10월 1일 의주로1가로 이름이 바뀌었다. 1975년 10월 1일 중구 관할이 되었다.                                                                                           |
| 소공동    | 순화동(巡和洞)           | 의주로변 이화여고와 중앙일보사가 자리한 곳에 위치한 곳이다. 화천정(和泉町)은 1943년 6월 신설된 서대문구에 속하였고, 현재의 순화동은 광복 후 1946년 10월에 순청동의 "순(巡)"과 화천정의 "화(和)"를 따서 지은 명칭이다. 1975년 10월 1일 중구 관할이 되었다. 현재 소공동에서 일부 관할하고 있다.                                                   |
| 소공동    | 봉래동1가                | ↓ 참고 |
| 소공동    | 남대문로2가(南大門路2街) | 1936년 행정구역 개편 때 남대문통(南大門通)이라 불렀다. 양동(陽洞): 1914년에 기존의 양동일부(陽洞一部) · 대리문동일부(大里門洞一部) · 소리문동일부(小里門洞一部) · 지하(地下) · 도저동(桃楮洞)을 관할로 한 어성정(御成町)이 설치되었고 1946년 양동으로 개칭되고 남대문로5가에 속하였다가 1980년 7월 1일 폐동되었다.                              |
| 소공동    | 남대문로3가(南大門路3街) | 1936년 행정구역 개편 때 남대문통(南大門通)이라 불렀다. 양동(陽洞): 1914년에 기존의 양동일부(陽洞一部) · 대리문동일부(大里門洞一部) · 소리문동일부(小里門洞一部) · 지하(地下) · 도저동(桃楮洞)을 관할로 한 어성정(御成町)이 설치되었고 1946년 양동으로 개칭되고 남대문로5가에 속하였다가 1980년 7월 1일 폐동되었다.                              |
| 소공동    | 남대문로4가(南大門路4街) | 1936년 행정구역 개편 때 남대문통(南大門通)이라 불렀다. 양동(陽洞): 1914년에 기존의 양동일부(陽洞一部) · 대리문동일부(大里門洞一部) · 소리문동일부(小里門洞一部) · 지하(地下) · 도저동(桃楮洞)을 관할로 한 어성정(御成町)이 설치되었고 1946년 양동으로 개칭되고 남대문로5가에 속하였다가 1980년 7월 1일 폐동되었다.                              |
| 회현동    | 남대문로3가              | 1936년 행정구역 개편 때 남대문통(南大門通)이라 불렀다. 양동(陽洞): 1914년에 기존의 양동일부(陽洞一部) · 대리문동일부(大里門洞一部) · 소리문동일부(小里門洞一部) · 지하(地下) · 도저동(桃楮洞)을 관할로 한 어성정(御成町)이 설치되었고 1946년 양동으로 개칭되고 남대문로5가에 속하였다가 1980년 7월 1일 폐동되었다.                              |
| 회현동    | 남대문로4가              | 1936년 행정구역 개편 때 남대문통(南大門通)이라 불렀다. 양동(陽洞): 1914년에 기존의 양동일부(陽洞一部) · 대리문동일부(大里門洞一部) · 소리문동일부(小里門洞一部) · 지하(地下) · 도저동(桃楮洞)을 관할로 한 어성정(御成町)이 설치되었고 1946년 양동으로 개칭되고 남대문로5가에 속하였다가 1980년 7월 1일 폐동되었다.                              |
| 회현동    | 남대문로5가(南大門路5街) | 1936년 행정구역 개편 때 남대문통(南大門通)이라 불렀다. 양동(陽洞): 1914년에 기존의 양동일부(陽洞一部) · 대리문동일부(大里門洞一部) · 소리문동일부(小里門洞一部) · 지하(地下) · 도저동(桃楮洞)을 관할로 한 어성정(御成町)이 설치되었고 1946년 양동으로 개칭되고 남대문로5가에 속하였다가 1980년 7월 1일 폐동되었다.                              |
| 회현동    | 남창동(南倉洞)           | 남미창정(南米倉町)은 1943년 6월 10일 설치된 중구의 관할로 편성되었다. 1946년 10월 1일 남창동으로 명칭이 변경되었다. |
| 회현동    | 봉래동1가(蓬萊洞1街)     | 봉래정1정목은 1943년 6월 10일 설치된 중구의 관할로 편성되었다. |
| 회현동    | 봉래동2가(蓬萊洞2街)     | 봉래정2정목은 1943년 6월 10일 설치된 중구의 관할로 편성되었다. |
| 회현동    | 충무로1가                | ↓ 참고 |
| 회현동    | 순화동                   | ↑ 참고 |
| 회현동    | 회현동1가(會賢洞1街)     | 조선 초기에는 한성부 남부 호현방(好賢坊) 지역이었고, 1914년에는 호박동(琥珀洞)과 창동(倉洞)·회동(會洞)·남산동(南山洞)·장동(長洞)·낙동(駱洞) 각 일부를 욱정(旭町)1정목(丁目)·2정목·3정목으로 개편하였다. 1943년 6월 10일 설치된 중구의 관할로 편성되었다. 1946년 10월 1일 회현동1가~3가로 명칭이 변경되었다. 현재 회현동에서 일부 관할하고 있다. |
| 회현동    | 회현동2가(會賢洞2街)     | 조선 초기에는 한성부 남부 호현방(好賢坊) 지역이었고, 1914년에는 호박동(琥珀洞)과 창동(倉洞)·회동(會洞)·남산동(南山洞)·장동(長洞)·낙동(駱洞) 각 일부를 욱정(旭町)1정목(丁目)·2정목·3정목으로 개편하였다. 1943년 6월 10일 설치된 중구의 관할로 편성되었다. 1946년 10월 1일 회현동1가~3가로 명칭이 변경되었다. 현재 회현동에서 일부 관할하고 있다. |
| 명동      | 회현동1가                | 조선 초기에는 한성부 남부 호현방(好賢坊) 지역이었고, 1914년에는 호박동(琥珀洞)과 창동(倉洞)·회동(會洞)·남산동(南山洞)·장동(長洞)·낙동(駱洞) 각 일부를 욱정(旭町)1정목(丁目)·2정목·3정목으로 개편하였다. 1943년 6월 10일 설치된 중구의 관할로 편성되었다. 1946년 10월 1일 회현동1가~3가로 명칭이 변경되었다. 현재 회현동에서 일부 관할하고 있다. |
| 명동      | 회현동2가                | 조선 초기에는 한성부 남부 호현방(好賢坊) 지역이었고, 1914년에는 호박동(琥珀洞)과 창동(倉洞)·회동(會洞)·남산동(南山洞)·장동(長洞)·낙동(駱洞) 각 일부를 욱정(旭町)1정목(丁目)·2정목·3정목으로 개편하였다. 1943년 6월 10일 설치된 중구의 관할로 편성되었다. 1946년 10월 1일 회현동1가~3가로 명칭이 변경되었다. 현재 회현동에서 일부 관할하고 있다. |
| 명동      | 회현동3가(會賢洞3街)     | 조선 초기에는 한성부 남부 호현방(好賢坊) 지역이었고, 1914년에는 호박동(琥珀洞)과 창동(倉洞)·회동(會洞)·남산동(南山洞)·장동(長洞)·낙동(駱洞) 각 일부를 욱정(旭町)1정목(丁目)·2정목·3정목으로 개편하였다. 1943년 6월 10일 설치된 중구의 관할로 편성되었다. 1946년 10월 1일 회현동1가~3가로 명칭이 변경되었다. 현재 회현동에서 일부 관할하고 있다. |
| 명동      | 무교동(武橋洞)           | 무교정은 1943년 6월 10일 설치된 중구의 관할로 편성되었다. 무교통에는 조흥은행의 본점이 있었다. |
| 명동      | 다동(茶洞)               | 다옥정(茶屋町)은 1943년 6월 10일 설치된 중구의 관할로 편성되었다. |
| 명동      | 태평로1가(太平路1街)     | ↑ 참고 |
| 명동      | 을지로1가(乙支路1街)     | ↓ 참고 |
| 명동      | 을지로2가(乙支路2街)     | ↓ 참고 |
| 명동      | 남대문로1가(南大門路1街) | ↑ 참고 |
| 명동      | 남대문로2가              | ↑ 참고 |
| 명동      | 삼각동(三角洞)           | 삼각정은 1943년 6월 10일 설치된 중구의 관할로 편성되었다. |
| 명동      | 수하동(水下洞)           | 수하정은 1943년 6월 10일 설치된 중구의 관할로 편성되었다. |
| 명동      | 장교동(長橋洞)           | 장교정은 1943년 6월 10일 설치된 중구의 관할로 편성되었다. |
| 명동      | 수표동(水標洞)           | 수표정은 1943년 6월 10일 설치된 중구의 관할로 편성되었다. |
| 명동      | 명동1가(明洞1街)         | 면적은 0.91 km2이다. 대부분 상가지역이다. 서울에서 땅값이 가장 비싼 지역이다. |
| 명동      | 명동2가(明洞2街)         | 면적은 0.91 km2이다. 대부분 상가지역이다. 서울에서 땅값이 가장 비싼 지역이다. |
| 명동      | 남산동1가(南山洞1街)     | 남산정1~3정목은 1943년 6월 10일 설치된 중구의 관할로 편성되었다. |
| 명동      | 남산동2가(南山洞2街)     | 남산정1~3정목은 1943년 6월 10일 설치된 중구의 관할로 편성되었다. |
| 명동      | 남산동3가(南山洞3街)     | 남산정1~3정목은 1943년 6월 10일 설치된 중구의 관할로 편성되었다. |
| 명동      | 저동1가(苧洞1街)         | 1910년 훈도방 저동계 저동이 1914년 행정구역 통폐합에 따라 일본식 지명인 영락정1정목(永樂町一丁目)~2정목이 되었다가, 1946년 저동1가~2가로 명칭이 환원되었다. |
| 명동      | 예장동                   | ↓ 참고 |
| 명동      | 충무로1가(忠武路1街)     | 을지로3가와 더불어 편집디자인 기획사들과 출력소들이 밀집되어 있다. |
| 명동      | 충무로2가(忠武路2街)     | 을지로3가와 더불어 편집디자인 기획사들과 출력소들이 밀집되어 있다. |
| 필동      | 충무로3가(忠武路3街)     | 을지로3가와 더불어 편집디자인 기획사들과 출력소들이 밀집되어 있다. |
| 필동      | 충무로4가(忠武路4街)     | 을지로3가와 더불어 편집디자인 기획사들과 출력소들이 밀집되어 있다. |
| 필동      | 충무로5가(忠武路5街)     | 을지로3가와 더불어 편집디자인 기획사들과 출력소들이 밀집되어 있다. |
| 필동      | 묵정동(墨井洞)           | 신정(新町)은 1943년 6월 10일 설치된 중구의 관할로 편성되었다. |
| 필동      | 필동1가(筆洞1街)         | 대화정(大和町) 1정목(丁目), 2정목, 3정목은 1943년 6월 10일 설치된 중구의 관할로 편성되었다. |
| 필동      | 필동2가(筆洞2街)         | 대화정(大和町) 1정목(丁目), 2정목, 3정목은 1943년 6월 10일 설치된 중구의 관할로 편성되었다. |
| 필동      | 필동3가(筆洞3街)         | 대화정(大和町) 1정목(丁目), 2정목, 3정목은 1943년 6월 10일 설치된 중구의 관할로 편성되었다. |
| 필동      | 남학동(南學洞)           | 일지출정(日之出町)은 1943년 6월 10일 설치된 중구의 관할로 편성되었다. |
| 필동      | 주자동(鑄字洞)           | 주정(鑄町)은 1943년 6월 10일 설치된 중구의 관할로 편성되었다. |
| 필동      | 예장동(藝場洞)           | 왜성대정(倭城臺町)은 1943년 6월 10일 설치된 중구의 관할로 편성되었다. |
| 필동      | 장충동2가(奬忠洞2街)     | 서사헌정(西四軒町)은 1943년 6월 10일 설치된 중구의 관할로 편성되었다. 한국자유총연맹이 장충동에 위치해 있다. |
| 장충동    | 〃                       | 서사헌정(西四軒町)은 1943년 6월 10일 설치된 중구의 관할로 편성되었다. 한국자유총연맹이 장충동에 위치해 있다. |
| 장충동    | 장충동1가(奬忠洞1街)     | 동사헌정(東四軒町)은 1943년 6월 10일 설치된 중구의 관할로 편성되었다. |
| 장충동    | 묵정동                   | ↑ 참고 |
| 광희동    | 충무로4가                | ↑ 참고 |
| 광희동    | 충무로5가                | ↑ 참고 |
| 광희동    | 인현동2가(仁峴洞2街)     | 1914년 행정구역 통폐합에 따라 필동·산림동·대인현동 등의 각 일부와 상동, 회동 등이 통합되어 일본식 지명인 앵정정1정목이, 회동·대인현동·관정동·예동·인현동 등의 각 일부와 소인현동이 통합되어 일본식 지명인 앵정정2정목이 되었다. |
| 광희동    | 예관동(藝館洞)           | 화원정(花園町)은 1943년 6월 10일 설치된 중구의 관할로 편성되었다. |
| 광희동    | 광희동1가(光熙洞1街)     | 광희정(光熙町) 1정목,2정목은 1943년 6월 10일 설치된 중구의 관할로 편성되었다. |
| 광희동    | 광희동2가(光熙洞1街)     | 광희정(光熙町) 1정목,2정목은 1943년 6월 10일 설치된 중구의 관할로 편성되었다. |
| 광희동    | 쌍림동(雙林洞)           | 병목정(竝木町)은 1943년 6월 10일 설치된 중구의 관할로 편성되었다. |
| 광희동    | 오장동(五壯洞)           | 초음정(初音町)은 1943년 6월 10일 설치된 중구의 관할로 편성되었다. |
| 광희동    | 을지로6가(乙支路6街)     | 고구려 을지문덕(乙支文德) 장군의 성씨인 을지(乙支)를 따서 지은 이름이다. |
| 광희동    | 을지로7가(乙支路7街)     | 고구려 을지문덕(乙支文德) 장군의 성씨인 을지(乙支)를 따서 지은 이름이다. |
| 을지로동  | 을지로3가(乙支路3街)     | 고구려 을지문덕(乙支文德) 장군의 성씨인 을지(乙支)를 따서 지은 이름이다. |
| 을지로동  | 을지로4가(乙支路4街)     | 고구려 을지문덕(乙支文德) 장군의 성씨인 을지(乙支)를 따서 지은 이름이다. |
| 을지로동  | 을지로5가(乙支路5街)     | 고구려 을지문덕(乙支文德) 장군의 성씨인 을지(乙支)를 따서 지은 이름이다. |
| 을지로동  | 주교동(舟橋洞)           | 주교정은 1943년 6월 10일 설치된 중구의 관할로 편성되었다. |
| 을지로동  | 방산동(芳山洞)           | 방산정은 1943년 6월 10일 설치된 중구의 관할로 편성되었다. |
| 을지로동  | 입정동(笠井洞)           | 입정정은 1943년 6월 10일 설치된 중구의 관할로 편성되었다. |
| 을지로동  | 산림동(山林洞)           | 임정(林町)은 1943년 6월 10일 설치된 중구의 관할로 편성되었다. |
| 을지로동  | 초동(草洞)               | 약초정(若草町)은 1943년 6월 10일 설치된 중구의 관할로 편성되었다. |
| 을지로동  | 인현동1가(仁峴洞1街)     | ↑ 참고 |
| 을지로동  | 저동2가(苧洞2街)         | ↑ 참고 |
| 신당동    | 흥인동(興仁洞)           | 1966년 7월 신당동 중에서 흥인동이 법정동으로 분동되었고, 1975년 10월 1일 중구 관할이 되었다. |
| 신당동    | 무학동(舞鶴洞)           | 1966년 하왕십리동 중에서 무학동을 법정동으로서 분리하였다. 1975년 10월 1일 중구 관할이 되었다. |
| 신당동    | 신당동(新堂洞)           | 1975년 10월 1일 중구 관할이 되었다. 정치인 이윤영은 1975년 10월 15일 신당동 자택에서 사망하였다. |
| 다산동    | 〃                       | 1975년 10월 1일 중구 관할이 되었다. 정치인 이윤영은 1975년 10월 15일 신당동 자택에서 사망하였다. |
| 약수동    | 〃                       | 1975년 10월 1일 중구 관할이 되었다. 정치인 이윤영은 1975년 10월 15일 신당동 자택에서 사망하였다. |
| 청구동    | 〃                       | 1975년 10월 1일 중구 관할이 되었다. 정치인 이윤영은 1975년 10월 15일 신당동 자택에서 사망하였다. |
| 신당제5동 | 〃                       | 1975년 10월 1일 중구 관할이 되었다. 정치인 이윤영은 1975년 10월 15일 신당동 자택에서 사망하였다. |
| 동화동    | 〃                       | 1975년 10월 1일 중구 관할이 되었다. 정치인 이윤영은 1975년 10월 15일 신당동 자택에서 사망하였다. |
| 황학동    | 황학동(黃鶴洞)           | 1966년 7월 신당동 중에서 황학동이 법정동으로 분동되었고, 1975년 10월 1일 중구 관할이 되었다. |
| 중림동    | 의주로2가(義州路2街)     | 의주통2정목은 1943년 6월 신설된 서대문구에 속하였고, 1946년 10월 1일 의주로2가로 이름이 바뀌었다. ↑ 참고 |
| 중림동    | 중림동(中林洞)           | 중림정은 1943년 6월 신설된 서대문구에 속하였고, 1946년 10월 1일 중림동으로 이름이 바뀌었다. 1975년 10월 1일 중구 관할이 되었다. |
| 중림동    | 만리동1가(萬里洞1街)     | 봉래정3정목은 1943년 6월 신설된 서대문구에 속하였고, 1946년 10월 1일 만리동1가로 이름이 바뀌었다. 1975년 10월 1일 중구 관할이 되었다. |
| 중림동    | 만리동2가(萬里洞2街)     | 봉래정4정목은 1943년 6월 신설된 서대문구에 속하였고, 1946년 10월 1일 만리동2가로 이름이 바뀌었다. 1975년 10월 1일 중구 관할이 되었다. |

## 역사
1943년 4월 1일 구제도 실시를 전제로 경성부 전역에 7개 사무소가 설치되어 중구지역에는 중앙사무소가 설치되었고, 동년 6월 10일 구제도가 실시되어 경성부 직할구역소로 중구(행정관청 명칭은 중구역소)가 설치되었다. 이 때의 관할 구역은 북미창정, 남미창정, 장곡천정, 태평통1정목(丁目), 태평통2정목, 남대문통, 봉래정1정목, 봉래정2정목, 욱정(旭町)1정목·2정목·3정목, 장교정, 무교정, 다옥정, 명치정1정목·2정목, 남산정1정목·2정목·3정목, 영락정1정목·2정목, 본정1정목·2정목·3정목·4정목, 대화정(大和町) 1정목·2정목·3정목, 주정(鑄町), 일지출정(日之出町), 왜성대정(倭城臺町), 동사헌정(東四軒町), 서사헌정(西四軒町), 신정(新町), 화원정(花園町), 병목정(竝木町), 광희정(光熙町) 1정목·2정목, 초음정(初音町), 앵정정1정목·2정목, 황금정1정목(黃金町一丁目)·2정목·3정목·4정목·5정목·6정목·7정목, 주교정, 방산정, 입정정, 임정(林町), 약초정(若草町)이었다. 해방 이후 1946년 9월 28일 서울시는 서울시 헌장에 의해 경기도를 벗어나 도(道)와 같은 지위를 갖게 되어 서울시 중구로 승격되었으며 1946년 10월 1일 기존의 정(町)의 행정구역을 동(洞)으로 일괄 변경하였다.
1970년 3월 17일 조선호텔은 지하 2층, 지상 18층 규모의 최신식 호텔을 새로 지어 개관하였다. 1971년 10월 18일부터 서울 시청 광장과 맞닿아 있는 화교 상가가 철거됐다. 한국화약이 소공동 땅을 화교로부터 매입하여 호텔부지를 확보하였다. 소공동 일대 도심 재개발 사업이 본격적으로 시작됐다. 1973년 한국화약은 소공동 부지 지하 3층, 지상 22층 짜리 호텔을 짓기 시작해 1976년 9월에 준공했다. 서울 도심부 재개발 사업 제1호 사업으로 플라자호텔이 탄생한 것이었다.
- 1975년 10월 1일 서대문구 서소문동 등과 성동구 황학동 등과 용산구 한남동 일부가 중구로 편입되었다.[4]

| 대통령령 제7816호                                                                   |                                                                      |
| 구 행정구역 (법정동)                                                                | 신 행정구역                                                          |
| 서대문구 서소문동, 정동, 순회동, 의주로1가, 의주로2가, 중림동, 충정로1가, 충정로3가 | 중구 서소문동, 정동, 순화동, 의주로1가, 의주로2가, 중림동, 충정로1가 |
| 성동구 황학동, 무학동, 흥인동, 신당동, 상왕십리동 일부                              | 중구 황학동, 무학동, 흥인동, 신당동                                  |
- 2005년 3월 15일 을지로3·4·5가동을 을지로동으로 개칭하였다.[7]

- 2013년 7월 20일 신당1·2·3·4·6동을 각각 신당동, 다산동, 약수동, 청구동, 동화동으로 개칭하였다.[8]